# Phajol Moolsan
Phajol Moolsan (en tailandés: ผจญ มูลสัน; rtgs: Phachon Munsan) (Tailandia, 13 de septiembre de 1968) es un deportista olímpico tailandés que compitió en boxeo, en la categoría de peso gallo y que consiguió la medalla de bronce en los Juegos Olímpicos de Seúl 1988.

## Palmarés internacional
| Juegos Olímpicos | Juegos Olímpicos     | Juegos Olímpicos  | Juegos Olímpicos |
| Año              | Lugar                | Medalla           | Prueba           |
| ---------------- | -------------------- | ----------------- | ---------------- |
| 1988             | Seúl (Corea del Sur) | Medalla de bronce | Peso gallo       |